# هوراس بي بيدل
هوراس بي بيدل (بالإنجليزية: Horace P. Biddle)‏ هو قاضي ومحامي وشاعر أمريكي، ولد في 1811، وتوفي في 1900.